# Трговина људским органима на Косову и Метохији
Трговина људским органима на Косову и Метохији (или Досије Жута кућа) је назив који се у јавности користи за истрагу о трговини људским органима у Албанији и на Косову и Метохији током 1999. године.

Податке о трговини људским органима, прва је изнела у јавност бивша тужитељка Хашког трибунала Карла дел Понте, у својој књизи „Лов: Ја и ратни злочинци”, коју је објавила по одласку са дужности. У својој књизи, Карла дел Понте је изнела податке да је 1999. године сазнала од новинара да је око 300 Срба и других неалбанаца било отето и транспортовано у Албанију, где су им вађени органи, који су затим слани у Италију и Велику Британију, одакле су дистрибуисани у клинике широм Европе и Америке. У књизи она спомиње насеље Бурел у Албанији, где су жртвама вађени органи у кући коју она у књизи назива жута кућа.
Српско тужилаштво, али и међународна организација за заштиту људских права Хјуман рајтс воч тражили су од Албаније да покрене истрагу о наводима о трговини органима отетих Срба.
Према извештају Савета Европе од 12. децембра 2010. године организатор отимања људи и трговине људским органима био је Хашим Тачи и Дреничка група.
Године 2021. приштински адвокат Том Гаши је покренуо тужбу против Барајбара, Дел Понте и Мартија у име власника „жуте куће” (породица Катући). Он „тврди да је Дик Марти неовлашћено боравио у кући ове породице, преварио Савет Европе својим извештајем о убиствима и трговини органима, обмануо косовске институције које су гласале за формирање Специјалног суда, да је бивша хашка тужитељка користила лажне податке у својој књизи, а да је бивши УНМИК-ов званичник такође илегално боравио у кући. Коначно, навео је да Специјални суд треба распустити.”

## Жута кућа
„Жута кућа“ се налази у селу Рибе, недалеко од града Бурела на северу Албаније. Кућа је данас беле боје, и у њој живе чланови породице Катучи. Породица негира да је њихова кућа икада била место на коме су заробљеницима вађени органи. У почетку су чланови породице Катучи негирали и да је кућа била жуте боје, међутим након што су истражиоци испод садашње беле фасаде пронашли трагове жуте боје, породица је променила причу, тврдећи да је кућа офарбана у жуто пред једну свадбу.
У близини куће пронађене су празне флаше од инфузионе течности, са средствима за опуштање мишића, завоји и игле.

## Истрага Хашког трибунала
Хашки Трибунал покренуо је 13. јануара 2005. године истрагу о трговини органима, на основу предмета који су пронађени у жутој кући. Истрага је носила назив Дон Кихот. Истражиоци Хашког трибунала пронашли су у жутој кући разне предмете, за које је постојала основана сумња да су коришћени за вађење органа отетим Србима и неалбанцима. Међу предметима који су пронађени, налазили су пластичне посуде, празне боце са називима лекова који се користе при хируршким интервенцијама (tranxene, chlooraphemical, cinarizine, biscopean), и металне крхотине које су подсећале на остатке хируршких инструмената.
Током 2008. године приведено је неколико особа, а још двоје је стављено на потерницу због сумње да су извршили незакониту трансплантацију бубрега на клиници Медикус у Приштини. Истражитељи су утврдили да је ова клиника извршила илегалну трансплантацију органа са 23-годишњег држављанина Турске на 70-годишњег држављанина Израела. Клиника је зарађивала на трансплантацијама, а да није имала одговарајућу лиценцу. Секретар Министарства здравља Илир Рецаи издао јој је незакониту дозволу. После овог инцидента, клиника је затворена.
Дик Марти је 12. децембра 2010. године на састанку Комитета Савета Европе за правна питања и људска права у Стразбуру представио извештај у коме је оптужио Хашима Тачија за трговину људским органима. Према извештају, велику улогу у овој трговини имали су Шарип Муја, главни лекар терористичке организације Ослободилачка војска Косова и политички саветник лидера ОВК и премијера самопроглашене републике Косово Хашима Тачија. Истовремено, у специјалном извештају име Хашима Тачија помиње се 27 пута на 27 страница. Он и други чланови Дреничке групе доследно се наводе као главни актери у обавештајним извештајима о косовским структурама организованог криминала. „Дреничка група“ се бавила нарученим убиствима, шверцом оружја, дроге и људскихһ органа у источној Европи. А донатори су били српски ратни заробљеници. Након тога, Европска унија и њена цивилна мисија на Косову су почели да прикупљају доказе.
У једанаест случајева „црне трансплантације” у приштинској клиници Медикус, који су постали предмет истраге експерата ОЕБС-а, Руси су наступили као донатори. Укупно је кроз овај медицински центар прошло најмање двадесет четири особе, међу којима су држављани седам земаља, међу којима су Руси, Украјинци и Белоруси. Истражитељи су утврдили да су жртве трговине органима са Косова постали и грађани Молдавије, Казахстана и Турске. Донаторима је обећана награда од најмање двадесет хиљада долара, која тада није исплаћена. Купци органа су за њих плаћали и до пет пута више. У „банди црних трансплантата” било је двадесетак људи. Главни оптужени - турски лекар Јусуф Сонмез, који је директно оперисао пацијенте, као и израелац Моше Харел, који је обезбеђивао транспорт нових пацијената, стављени су на међународну потерницу преко Интерпола.
4. марта 2011. године покренута је службена истрага. Тужилац ЕУ Џонатан Рател рекао је суду да су органи жртава незаконито вађени и трансплантирани богатим пацијентима из Канаде, Немачке, Пољске и Израела.
Тужилаштво за ратне злочине Србије објавило је 10. септембра 2012. исказ сведока, бившег борца Ослободилачке војске Косова. Он је говорио о учешћу у хируршкој операцији током које је српском затворенику извађено срце. Да ли је заробљеник у време почетка акције био жив или мртав, сведок није прецизирао. Сведок је описао и транспорт органа на аеродром Ринас код Тиране, главног града Албаније. Према његовим речима, срце је тада продато на црном тржишту. Поред тога, Албанац је рекао да су војници Ослободилачке војске Косова прошли посебну обуку за вађење органа из људских тела.
Пет особа је 29. априла 2013. године осуђено у случају вађења органа на клиници Медикус у Приштини. Према судској пресуди, у клиници је урађено око 30 илегалних трансплантација бубрега. Донатори су били грађани са ниским примањима из Русије, Молдавије, Казахстана и Турске, којима је обећано по око 15.000 евра. Они који су желели да добију донорске органе плаћали су операцију и до 100.000 евра. У пресуди се наводи да су, поред Лутфија Дервишија, организатори нелегалног деловања били и добављач донатора, израелски држављанин Моше Харел и турски хирург Јусуф Сонмез, који су обављали операције, недоступне правди мисије Еулекса. Захтеви за њихово изручење упућени су Израелу и Турској, али су обе државе то одбиле.

## Истрага српског тужилаштва за ратне злочине
Према истрази коју је спровело српско тужилаштво за ратне злочине, хируршки захвати над жртвама трговине органима извођени су у домовима здравља или болницама који су током рата коришћени за лечење војника ОВК. За те потребе коришћен је део болнице у касарни „Бајрам Цури”, дом здравља у фабрици „Кока-Коле” у Тирани, неуропсихијатријска болница у затвору број 320 у месту Бурељ и приватна кућа адаптирана у болницу у близини места Тропоја, такозвана жута кућа. Поред тих локација, српско тужилаштво располаже подацима да је постојао и илегални затвор у руднику Дева који се налази у пограничном делу између Космета и Албаније, један крај тунела је на Космету, а други у Албанији.

## Извештај Савета Европе
Дипломатски рат тадашњега амбасадора у Швајцарској Милана Ст. Протића допринео је ангажовању Дика Мартија на овоме случају. Протић је 2009. г. на тежак начин одобровољио Мартија. Дик Марти је целога живота био службеник судске гране власти и неповерљив је према свим који су службеници извршне гране (амбасадор је део извршне гране). Потом није хтео да комуницира на енглеском језику, већ само на француском. Протић се распитао код мештана и сазнао да је Марти има великих проблема са видом те је то повезао са својом сопственом великом миопијом.
Дана 12. децембра 2010. Дик Марти поднео је извештај Савету Европе где је Хашима Тачија означио као вођу мафијашке групе одговорну за трговину оружјем, дроге и људских органа.
Као одговор, ЕУ и Еулекс су изјавили да они сматрају да је извештај веома озбиљан и да траже доказе.
Тачи је оповргао све оптужбе и најавио тужбу против Дика Мартија.
Дана 11. јануара 2011. године ухапшен је Истанбулу доктор Јусуф Сонмез, „главни хирург“ у операцијама вађења органа на Косову.

## Еулексов процес против трговаца људским органима
Еулекс је 4. марта 2011. донео одлуку о покретању кривичног процеса против оптужених за трговину људским органима на Косову и Метохији. Оптужнице су поднете против Луфтија Дервишија, Дритона Џилте, Сокола Хајдинија и Илира Речаја везано за њихове активности у приштинској клиници „Медикус“. Међу осумњиченима су и бивши секретар за здравство Речај који је противзаконито издао лиценцу приштинској клиници „Медикус“ за трансплантацију људских органа. Један од осумњичених је и Турчин Јусуф Сонмез.